# Poker en 1973
Cet article résume les événements liés au monde du poker en 1973.

## Tournois majeurs

### World Series of Poker 1973
Walter "Puggy" Pearson remporte le Main Event, ainsi que l'event de No-limit Hold'em à 1 000 $ l'entrée et celui de Stud à sept cartes à 4 000 $, devenant le premier joueur à remporter trois tournois des WSOP la même année.